# Stazione di Magrè-Cortaccia
La stazione di Magrè-Cortaccia (in tedesco Margreid-Kurtatsch) è una fermata ferroviaria posta sulla ferrovia del Brennero, al servizio dei centri abitati di Magrè sulla Strada del Vino e Cortaccia sulla Strada del Vino.

## Note

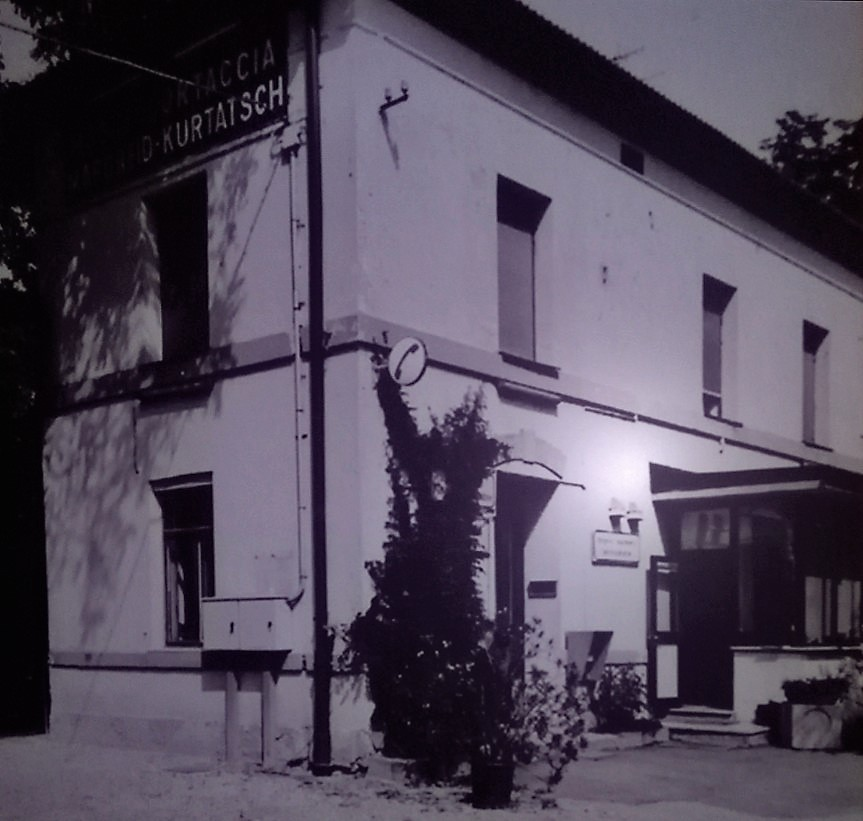
La stazione di Magrè-Cortaccia